# 闇

闇

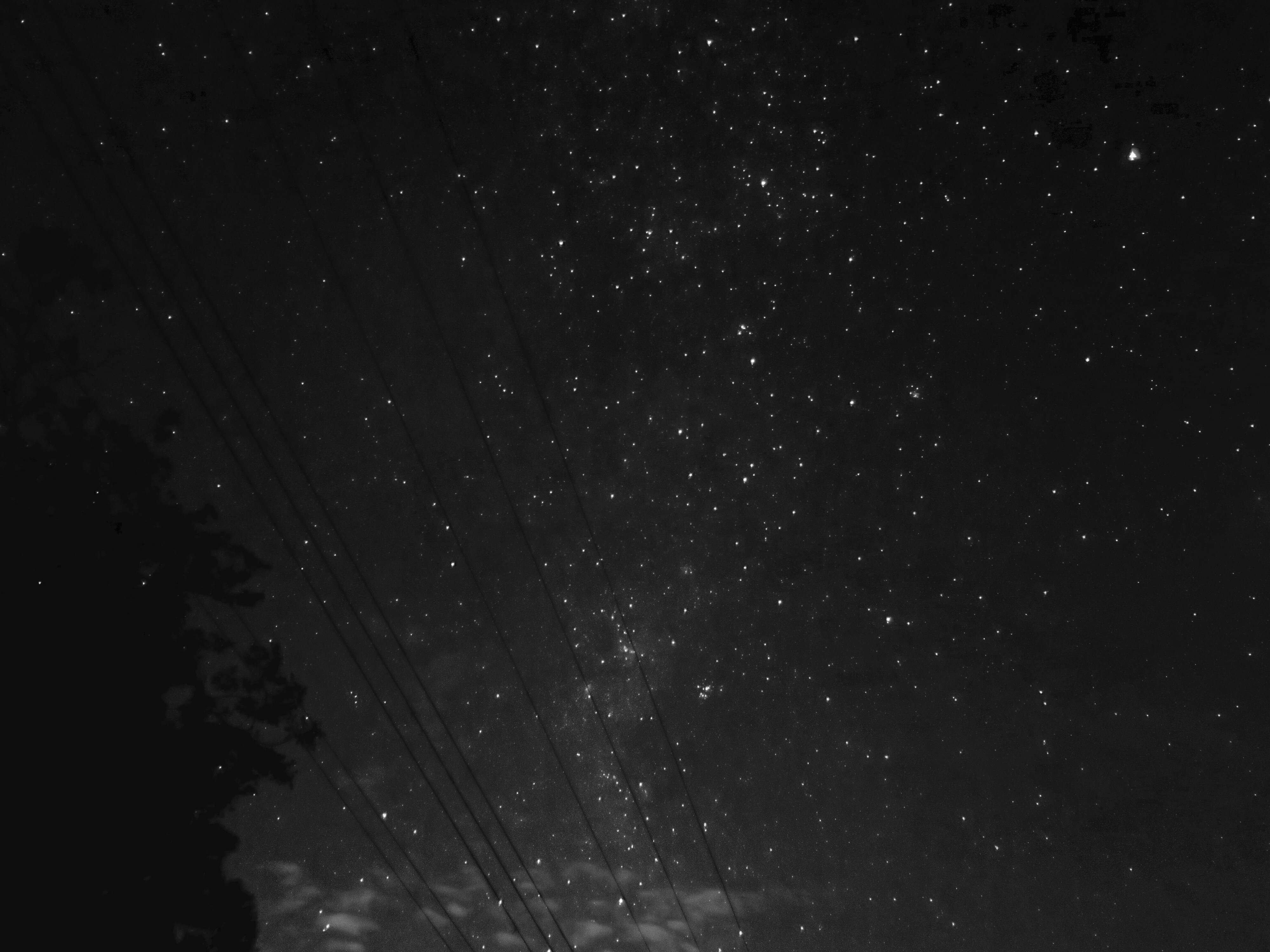
数十の星が見える夜空のパノラマ

闇（やみ、英語: darkness）とは、光の無い状態のこと。暗闇（くらやみ）、暗黒とも。
思慮分別が無いこと、道徳的でない考え方や行いもこの語で指す。「心の闇」などという。違法な市は「闇市」、違法貸金業者は「闇金融」などと呼ぶ。
知識のなさを喩えるのにも用いられ、予測不可能な状態を喩える場合にも使われる語彙である。後者は「一寸先は闇」のように用いる。
多くの文化・神話・宗教において、闇と光の対照は、自然的な対照を超え、時間の再生、死と再生の象徴と深い関係があり、重要なテーマを提起している。

## 神話・宗教
神話や宗教の多くで、闇と光を、死と生、悪と善の対立と見なす。
闇と光の対照は、自然的な対照を超え、時間の再生、死と再生の象徴と深い関係があり、重要なテーマを提起している。

### 光と闇の世界
光と闇が世界の重要な区分と関係づけられる文化・宗教もある。
東北アジアのコリャク族、ヤクート族などは、光の天界、人界、闇の冥界の3界、上・中・下の世界に分けて理解している。日本でも、高天原、葦原中国、黄泉の国と三つに区分している。ギリシャでは、天人界、海洋、下界と分ける。
ただし、全ての文化で死者の国が闇と結びつけられているかというとそういうわけでもなく、ポリネシアのソサイェティ島では、死者の国は太陽と結びつけられている。

### 神話
世界の諸民族のほとんどの神話が光と闇の起源を扱っている。
たとえばポリネシアの諸神話には、ポー（＝暗闇）とコレ（＝虚無）からテ・アオ（＝光）が生じたとするもの、至高神イオが「暗黒よ、光によって満たされよ」と命じたとするものなどがある。

### ゾロアスター教
ゾロアスター教において、善悪の神々の戦いでは、善霊の助けが現れるまでは全てが闇の中にあると描かれている（ヤスナ 46:4）。光と闇は自然的な何かを意味しているのではなく、善と悪とに結び付けられている。闇と結びつけられている破壊霊はアングラ・マイニュイと呼ばれた。ただし、光も闇も主によって創造されたとされる（ヤスナ 44:5）。ここから「主は悪も創造したのか?」という問題が浮上し、諸派の見解や解釈が分かれることになっており、一神教か二元論か、という神学上の問題にもつながる。

### 旧約聖書
『創世記』には以下のように記されている。

### ユダヤ教
ユダヤ人の正月儀礼は、暗黒の力ラハブに対する、光の主であるヤハウェの勝利を記念したものである。

### 新約聖書
『ヨハネの黙示録』では、闇も夜も神の救済が届かない悪の支配領域とされている。
キリスト教の文化においては、闇は悪魔やサタンと強く結び付けられている。その対となる光の場合は、天使やミカエルと強く結び付けられている。

## 芸術

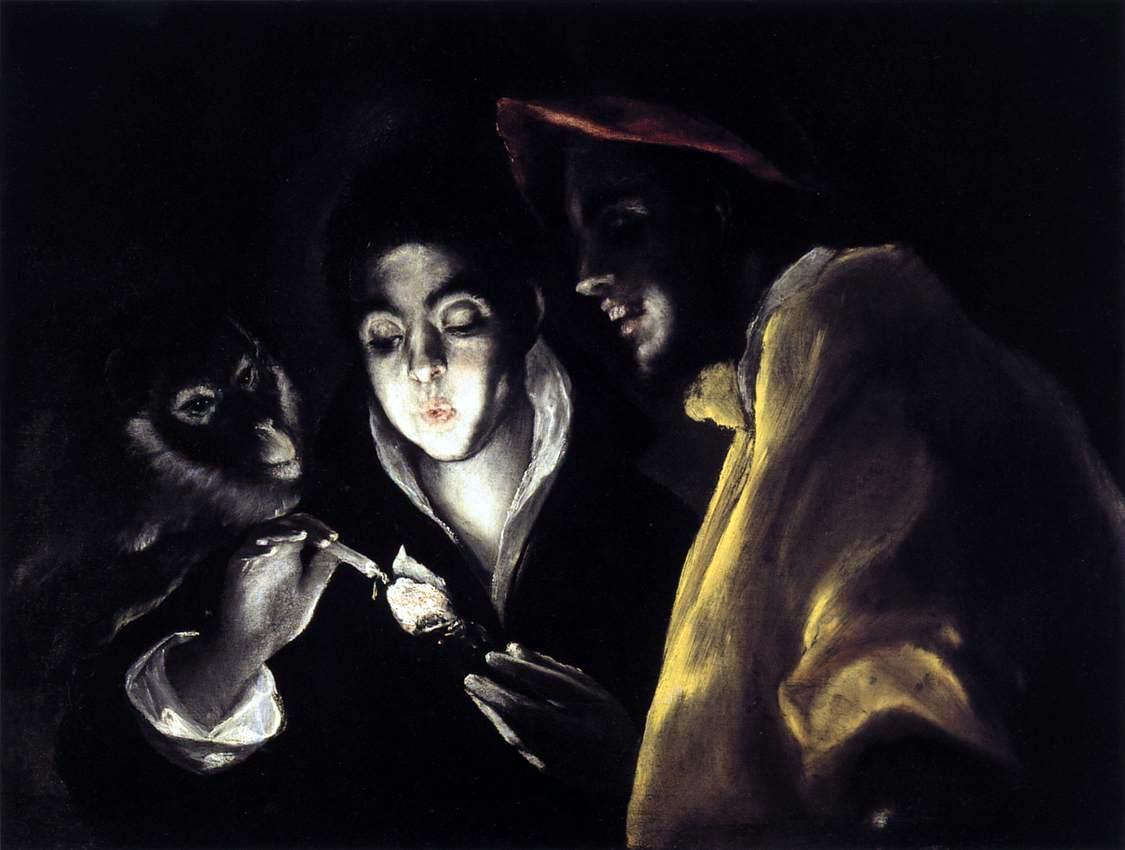
キアロスクーロは闇を用いた表現の代表例である

### 視覚芸術
絵画など視覚芸術（美術）の分野では、闇は表現に用いられている。
絵具などで暗闇を作り出す場合、それぞれの色が特定の光を吸収するように様々な色を混ぜ合わせて作成する。理論上、3つの原色または3つの二次色（原色を組み合わせて作られた色）を混ぜることで、可視光をよく吸収する黒を作ることが可能である。このとき混合によって成立した色の透明性が高いと、「黒い」と言うよりも「暗い」色ができる。ただし、一般に、混合によって成立した黒は、単独の黒色色素によって成立した色、つまり、墨（炭素）などの色より黒色度が低い。

### 舞台芸術
演劇・ダンスなど空間を用いる表現分野では、闇は演出・構成に用いられている。
舞台照明のほとんどを消灯すること、その状態を「暗転（あんてん）」と言い、物体や人物の移動を観客の目から隠しつつ行える環境として使用される。ただし、長時間の闇は観客へストレスを与えること、防犯上の懸念が高まることから、その使用はおのずと自制される。また一般に、暗転中も誘導灯など場における最低限の明かりは残される。
そのほか闇は、それまでの流れを断ち切る効果により、時間・空間の飛躍を表す演出にも使われる。ゆるやかに闇へ移行する演出は「フェードアウト」と呼ばれ、場面が過ぎ去るさまを表す視覚効果としてよく用いられる。

## ファンタジー・SF
ファンタジーやSFなどの創作物においても、闇は魔女や悪魔、吸血鬼等、悪役と結び付けられることが多い。特に子供が見る特撮戦隊物のストーリーにおいては、「正義である光が悪である闇を成敗する」という構図が一般的である。
しかしながら、その固定観念を打ち破り闇の力を使って悪人達と戦う正義のヒーロー（ダークヒーローとも呼ばれる）も出現している。国内では「黄金バット」(1930年)や「ゲゲゲの鬼太郎」(1968年)、海外では「バットマン」(1939年、アメリカ)、「スポーン」(1992年、アメリカ)や「パニッシャー」(1974年、アメリカ)など、世代や国内外を問わず数々の闇のヒーローが誕生している。近年ではこれらのヒーローの存在と同時に、聖なる光の力を悪事に使う悪役も増えてきている。